# Gaillet du Labrador
Pour les articles homonymes, voir Gaillet et Labrador (homonymie).
Galium labradoricum
Espèce
Le gaillet du Labrador (Galium labradoricum) est une plante herbacée, de la famille des Rubiaceae.